# Albert Bierstadt
Albert Bierstadt, född 8 februari 1830 i Solingen i Tyskland, död 18 februari 1902 i New York i USA var en tysk-amerikansk konstnär. Han är mest känd för sina storskaliga landskapsmålningar.
Bierstadt studerade i Düsseldorf under Carl Friedrich Lessing och Andreas Achenbach, och gjorde sedan vidsträckta resor i Europa. Han gjorde senare även flera resor genom USA för att hitta motiv till sina bilder.
Asteroiden 10218 Bierstadt är uppkallad efter honom.

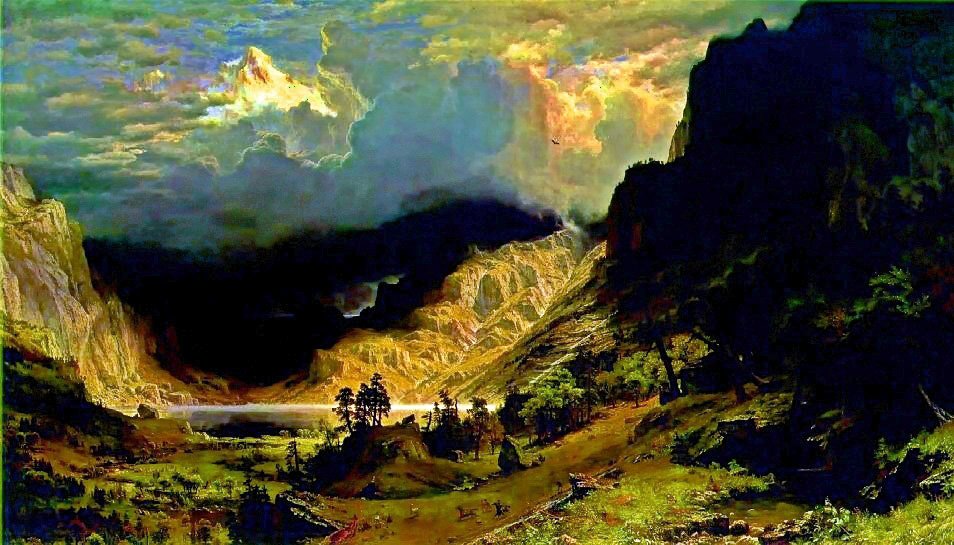
Storm in the Rocky Mountains (Mount Rosa), (1886)
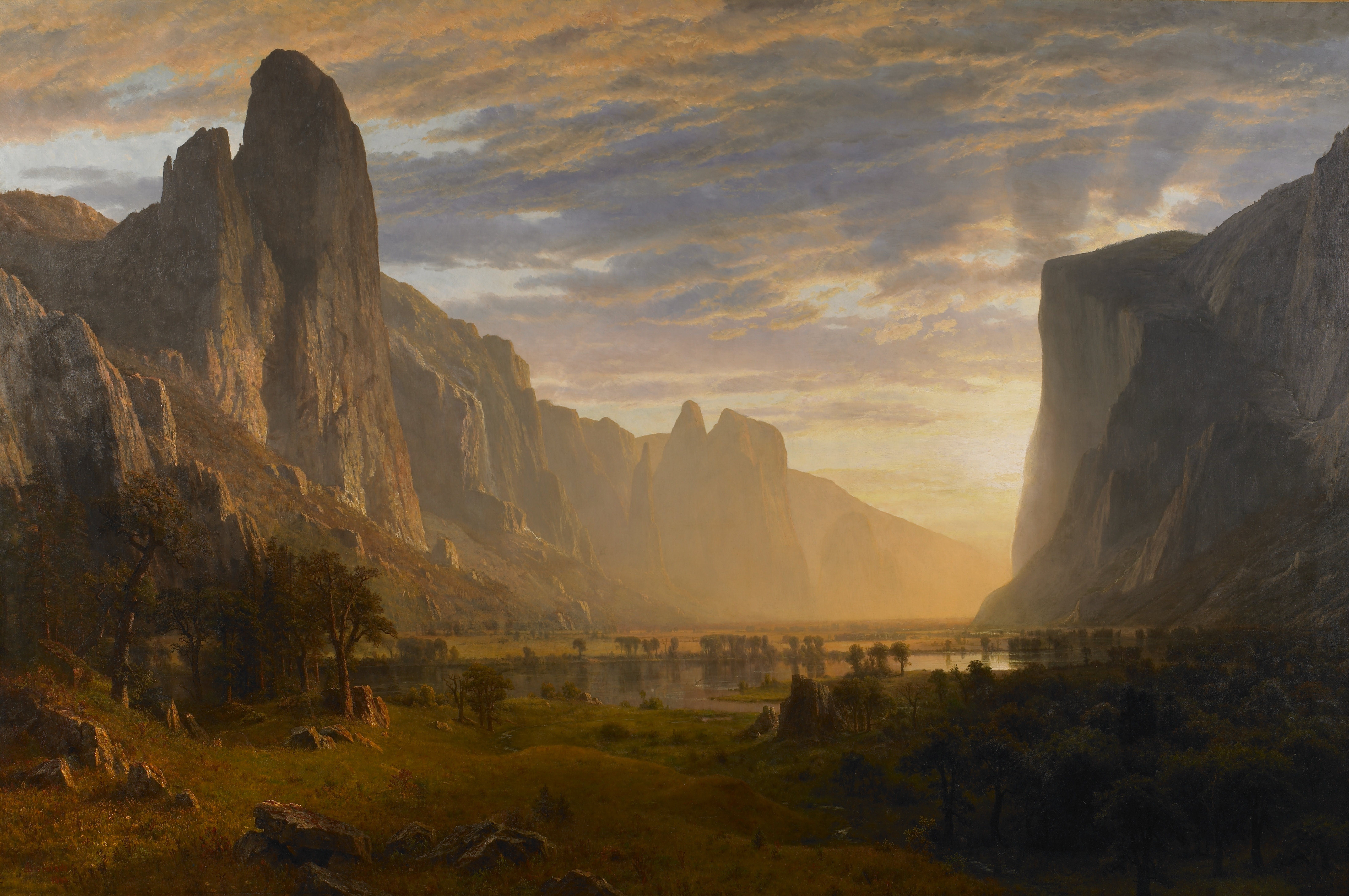
Looking Down Yosemite Valley, (1865)
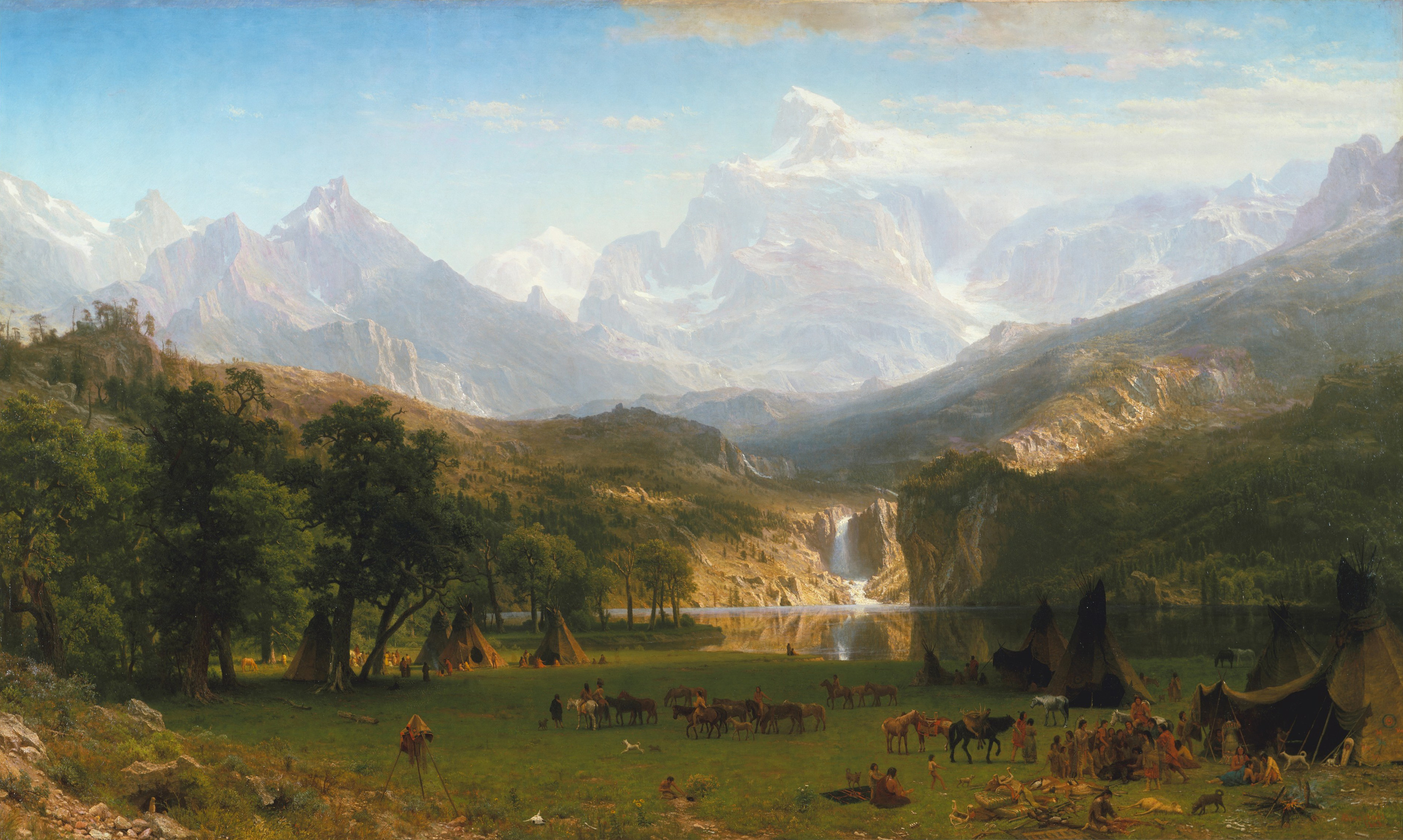
The Rocky Mountains: Lander's Peak, (1863)